# Editorial Piolet
L'Editorial Piolet és una editorial especialitzada en literatura de muntanyisme, guies de senderisme i bicicleta tot terreny. Va néixer l'any 1990 a Barcelona com a especialista en cartografia alternativa. Sovint col·labora amb escriptors, grups de senderistes, ajuntaments o consorcis de promoció de turisme. El 2024 tenia un fons editorial d'uns 92 mapes, una trentena de guies i una vintena de llibres literàries, sempre amb temàtica de senderisme o de vida a la muntanya. A més del format tradicional de paper, també publica formats electrònics compatibles amb sistemes de navegació per satèl·lit (GPS).
Ha publicat llibres entre d'altres d'escriptors com Josep Gironès Descarrega, Juan Carlos Borrego i Pérez, Julià Bretos i David Iturria